# Phylloxera castaneae
Phylloxera castaneae är en insektsart som först beskrevs av Samuel Stehman Haldeman 1850.  Phylloxera castaneae ingår i släktet Phylloxera och familjen dvärgbladlöss. Inga underarter finns listade i Catalogue of Life.